# Китайско-германско сътрудничество
Китайско-германското сътрудничество е неформален военен съюз и период на активно политическо и стопанско сътрудничество между Република Китай и Германия, продължил между 1926 и 1941 година.
Китайското правителство, с активната роля на Джу Дзяхуа, отдава голямо значение на двустранното сътрудничество, виждайки в германското ноу хау и инвестиции средство за модернизация на китайската армия и икономика. Връзките между двете страни изиграват важна роля в този процес. Те започват да отслабват със сближаването на Германия и Япония в края на 30-те години и началото на Втората китайско-японска война и напълно прекъсват с влизането на Япония във Втората световна война като съюзник на Германия.